# Three (EP)
Three fue la primera publicación de U2, un EP con tres canciones grabado y puesto a la venta el 26 de septiembre de 1979. Fue producido por el grupo junto a Chas de Whalley y solo estuvo disponible en Irlanda durante la época de su lanzamiento.

## Historia
Three fue producido como un disco de 12 pulgadas y posteriormente como uno de 7, publicándose inicialmente unas mil copias. El EP ha sido redistribuido alguna veces desde entonces, pero las copias son difíciles de localizar, además de no haber sido nunca publicado en CD. Para elegir la canción principal se organizó una votación en el programa de radio de Dave Fanning. Casi toda la gente que llamó eligió "Out of Control" como cara A.
A la publicación de Three le siguieron los singles "Another Day", "11 O'Clock Tick Tock", y "A Day Without Me", antes del lanzamiento de su primer LP, Boy, en 1980.
U2 solía tocar las canciones de Three durante los conciertos de los años de formación del grupo. Las primeras apariciones de "Out of Control" y "Stories for Boys" datan de agosto de 1979, "Boy/Girl" también era interpretada durante estos años. Una canción llamada “In Your Hand” pudo haber estado relacionada de alguna manera con "Boy/Girl", pero no existen grabaciones de ésta. La primera vez que sonó "Boy/Girl" fue en octubre de 1979.
Las 3 canciones eran tocaban regularmente durante la gira Boy Tour, hacia 1980-1981, aunque "Boy/Girl" no aparecía tanto como las otras. Al principio solían abrir los conciertos con "Stories for Boys", pero la movieron hacia el final, junto a "Out of Control", que era con la que normalmente cerraban antes de los bises. Hacia mediados de marzo de 1981, las 3 canciones cerraban el concierto. En primer lugar "Stories for Boys", seguida de "Boy/Girl", y de "Out of Control". Este trío se mantuvo hasta el final de la gira.
"Boy/Girl" y "Stories for Boys" no continuaron en el repertorio tras la gira Boy. Solo tres veces más tocaron "Boy/Girl", mientras que "Stories for Boys", aguantó durante los inicios del October Tour, hasta que fue finalmente retirada en marzo de 1982. "Out of Control", sin embargo, continuó más tiempo en el repertorio. Se alternaba con "Gloria" para abrir los conciertos de la gira War Tour y la primera manga del Unforgettable Fire Tour. Fue dejada de lado durante esta gira (excepto en dos ocasiones) hasta reaparecer esporádicamente en algunos de la tercera manga de la gira Joshua Tree, junto a alguna última vez en la Lovetown Tour.
"Out of Control" se mantuvo 11 años en silencio hasta que la volvieron a tocar el 15 de mayo de 2001 en la gira Elevation. Tras unas primeras actuaciones, se convirtió en una de las preferidas de los fanes y se fue afianzando en el repertorio mientras la gira avanzaba. Fue recuperada durante el Vertigo Tour en algunas ocasiones, (9 exactamente), incluyendo las citas de Toronto y Los Ángeles.
Durante esta última gira, también regresó "Stories for Boys", cantando Bono un fragmento al final de "Vertigo". Esto fue habitual durante los conciertos de la primera manga, y se repitió alguna vez durante la segunda.

## Lista de canciones
Todas las canciones escritas por U2.
1. "Out of Control"
2. "Stories for Boys"
3. "Boy/Girl"

- "Out of Control"y "Stories for Boys" fueron regrabadas para el primer álbum de la banda, Boy (1980).

## Personal
- Bono – Voz
- The Edge – Guitarra, coros
- Adam Clayton – Bajo
- Larry Mullen Jr. – Batería